# Wereldkampioenschappen zeilwagenrijden 2014
De wereldkampioenschappen zeilwagenrijden 2014 waren door de Internationale Vereniging voor Zeilwagensport (FISLY) georganiseerde kampioenschappen voor zeilwagenracers. De 14e editie van de wereldkampioenschappen vond plaats in het Amerikaanse Smith Creek Playa (Nevada) van 12 tot 20 juli 2014.

## Uitslagen

### Heren
| klasse         | Goud                | Zilver                 | Brons               |
| -------------- | ------------------- | ---------------------- | ------------------- |
| Standart       | Thierry Kaisin      | Alain Lebrun           | François Garnavault |
| Klasse 2       | Phil Rothrock       | Alan Wirtanen          | Nord Embroden       |
| Klasse 3       | Dennis Bassano      | Bernard Peirs          | Symen Voet          |
| Klasse 5 sport | Aurélien Morandière | Brice Petit            | Sven Kraja          |
| Klasse 5 promo | Titouan Renet       | François-Xavier Fiquet | Antoine Gueydan     |
| Miniyacht      | John Eisenlohr      | François-Xavier Fiquet | Sven Kraja          |
| Manta Single   | Jack Robertson      | Jim Goss               | Curtis Obi          |
| Manta Twin     | Larry Hatch         | Duncan Harrison        | Carl Eberly         |

### Dames
| klasse         | Goud              | Zilver            | Brons           |
| -------------- | ----------------- | ----------------- | --------------- |
| Standart       | Morgane Floc'h    | Mary Robertson    | Katoo Demuysere |
| Klasse 3       | Laurie MacKenzie  |                   |                 |
| Klasse 5 sport | Gita Steinhusen   |                   |                 |
| Klasse 5 promo | Charlotte Lambert | Clémence Lambert  | Alexia Kamoen   |
| Miniyacht      | Christine Touati  | Gita Steinhusen   | Mary Robertson  |
| Manta Single   | Sheila Eberly     | Mary Robertson    | Cindy Carter    |
| Manta Twin     | Debbie Cramer     | Geraldine Lampert | Renee fields    |